# 麻里愛
麻里 愛（あさと あい）は、漫画『こちら葛飾区亀有公園前派出所』に登場する架空の警察官。通称はフルネームの別読みでマリア（原作では両津勘吉が命名、アニメ版では愛本人が名乗っている）。舞台版での俳優は斉藤レイ、アニメ版での声優は麻生かほ里。
なお当記事では、愛の家族である麻里家についても解説する。

## プロフィール

亀有公園にある看板。その右上に書かれているのが麻里愛。

新葛飾警察署所属交通課の巡査で、亀有公園前派出所勤務。一人称は「私（わたし、わたくし）」または「マリア」。口調はですます調の語尾に「わ」をつけることが多い。
第133巻8話「おしえて両津先生 派出所七ふしぎの巻」やカメダス2などによると、身長169cm（カメダス2）→170cm（アニメ版第67話「追跡!名犬リョーツ」以降）、体重48kg（同上では57kg）。スリーサイズ（B/W/H） = 93.0cm/58.0cm/88.0cm（カメダス2）→93.5cm/58.0cm/88.0cm（164-8「キャラに一文字の巻」）。ブラジャーはGカップ。誕生日は5月5日（アニメ版第67話「追跡!名犬リョーツ」では4月14日）でニューヨーク（アニメ版第67話「追跡!名犬リョーツ」では東京都）出身。血液型はO型。年齢は不詳であるが、登場当時は19 - 20歳ぐらい（83-4で本人が「今年成人式」と言っている）。TVアニメ版では20歳と言っている。
父は武道家で「植木流翻堕羅拳」総帥の麻里晩（あさと ばん）、母は料理研究家の麻里今日子（あさと きょうこ）。双子の妹として、香港映画の女優の麻里凛（あさと りん）がいる。なお、凛が『週刊少年ジャンプ』に初登場した時には「男と女の一卵性の双子」という設定であったが、単行本では削除されている。詳しくは下記を参照のこと。
着用する制服は警察官のフォーマットと全く変わらないが、色は薄紫色を基調としている。原作では女性になった後、制服が緑色になったが、すぐに元の紫色に戻っている（『カメダス2』の早乙女リカのページでは120-8で青い通常の制服を着用したことになっていた）。
なお、心・技・体の全てを兼ね備えているが、自動車の運転は苦手である。一応運転免許は取得しているが、中川の車・フェラーリ・F50（5000万円相当）を運転した際にはスピードの出しすぎで電柱に激突させ、車を壊したことがある。また走るスピードも非常に速い。

### 登場履歴
初登場は、原作では「新任警官 麻里愛登場♡の巻」（67-4、ハートは白抜き）。新たに公園前派出所勤務になった警察官として登場を果たす。今は髪は黒く塗られているものの、登場当時は髪もベタ塗りではなくしっかり描かれているなど、描き方に試行錯誤がなされている（ベタ塗りになったのは第68巻あたりからである）。
第61巻の表紙に先行登場しているが作中に登場していなかったために、読者から苦情が来たとのこと。第65巻の背表紙にも先行登場している。
また、「麻里愛」と漢字で書かれていても基本的に「マリア」と振り仮名で振られていて、作中でも「マリア」とカタカナで表記される場合がほとんどである。
レギュラーキャラクターでありながら第80巻頃から登場頻度が減少していたが、第111巻で完全な女性となり再びレギュラーといえるほどの登場数となった。第116巻第1話では彼女をヒロインとして全編少女漫画タッチで描かれた話もあった。そのため、第116巻は少女漫画風のカバーになっている。
ドラマ版には登場していない。

### 男性から女性になるまで
警察官になるまでは、ボディービルのコンテストで入賞経験をもち、17歳の時は麻里竜二というリングネームで「空中飛び膝蹴り」を武器にもつ、50戦50勝無敗のキックボクシングチャンピオンであった（若いのに実力がありすぎたため、周囲からねたまれることを恐れて当時は年齢を19歳と偽っていた）。しかし格闘技面での成功とは裏腹に、がっちりとした身体と、女性的な顔と声がアンバランスであったため女性には全くもてず、心の寂しさを埋めてくれるパートナーには出会うことができなかった。習い事（琴・三味線など）は母親から厳しくしつけられたため全て女性以上に上手であったことも災いし、周囲からの嘲笑の対象となっていった。ついには当時好きだった女性にも顔について「女性よりも美しすぎてイヤミだ」と言われ、自分が女顔であることに気がつく。以後は産んだ両親を恨むようになり、試合をサボるなど荒れた日々を送り始めた。
そんな生活を変えるきっかけを与えたのが、両津そっくりのコーチ・岩鉄岩男であった。「君が女性に生まれていたら…私は君にプロポーズしてたかも知れん…」との言葉を聞き、コーチのために女性に生まれ変わる（ニューハーフの道へと進む）決意をする。ただし、アニメでは上記描写はなく、自分から岩鉄コーチを心から愛し、女性になったと語っている。徹底的なシェイプアップで転身に成功したものの、憧れのコーチは外国へと旅立ってしまい、再会することは叶わなかった。
そしてある日、遅刻しそうになって慌てて出勤する両津と出会い頭に衝突、そのときに一目ぼれをしてしまい、会うために数週間で警察官になる。やがて魔法で女性になり（これについては後述）、現在に至る。

### 性格
優しく誠実、基本的には常識人。両津の悪行を止められず荷担するなど若干意思が弱い部分も見られるが、お金のためだけに行動した両津に対して軽蔑する描写もある。そもそも両津を好きになった理由は「岩鉄に似ていたため」であるが、決して両津のことを「岩鉄の代わり」として求めているのではなく、本心から愛している。彼のためならどんな障害さえも乗り越える強さも秘めている。
後に完全に女性化した際、今まで気になっていなかった両津の体臭などに違和感を抱くなどの描写があり、益々本格的に心も女性となっている。
女性化した際に両津に夜這いを仕掛けたこともあり（違和感が残る両津に拒否され、未遂に終わる）、彼に好意を寄せる女性陣の中では最も行動的。

### パワー・戦闘力
超能力を使う日暮熟睡男を除けば、戦闘力は『こち亀』のキャラクターの中でトップレベルである。特に膂力が凄まじく、単純な力比べならば両津を上回り、アメリカ海兵隊員を腕相撲で負かしたこともある。スチール製のロッカーをキック一発で潰してしまったり、パンチングボールを思い切り殴って破壊したり、素手でヘリを破壊したりとそのパワーは尋常ではない。女性になってからは本人曰く「だいぶパワーが落ちましたわ」とのことだが、その後に壁を破壊しての登場をしていたりと、実質的にはパワーが衰えた様子は全く見られない。

## 愛と両津
両津は初登場時に、男性と気がつくまでは本気で結婚をしようとしていたが、男だと告げられて（原作とアニメ版では告げられ方が違う）考えを撤回した。やがて、マリアは本物の女性となり、晴れて結婚ができる立場となるが、それでも両津は煮え切らない態度でいる（長く男性として見てきたため女性という実感がわかないのだと言っている）。だが、愛自身は女性になっても両津に好意をもっている（中川にときめいたりもしているが、111-4のみでしか見られない）。このため両津が他の女性と結婚するという話を聞くと激しく抗議する。
ニコニコ寮で両津と相部屋になった（本来警察寮は相部屋が規則なのだが、それまで両津は管理人にわがままを言って1人で住んでいた）際には、部屋に来た初日に5年間掃除しておらず、他人から見てとても人間の住む部屋とは思えないほど汚かった両津の部屋を朝4時に起きて一気に掃除してしまった。また、毎日の料理・掃除などを欠かさず行って両津に尽くしていた。また、両津と共に寮の風呂に入った（両津が「外見女で中身男だろ、銭湯なんか行けんからな」と言っていた）こともある（その際はいつも他の男性警官に驚かれた）。
この状態は80-1で女子寮に移ることを命じられるまで続いた。愛がいなくなってからは、わずか3日でまた以前の汚い部屋に戻っていた（ただし、両津が模型やパソコン関係で副業を始めた頃からはある程度整理された部屋になっている）。
生活する女子寮の私室にはフィギュアや写真、アルバムを始めとして市販自作問わず両津グッズがたくさんあり、壁一面にも両津のポスターが貼られ、半裸の両津の図版の抱き枕まで所有。156-6で掃除のため両津と共に部屋に入ったボルボと左近寺から「不気味な部屋」「アイドルならわかるが両津とは…」と言われてしまっている。さらには部屋の家電製品から流れる電子音声を、マリリンの協力を経てプロがサンプリングした両津の声に改造してしまった（本人に声を吹き込んでもらうのは「恥ずかしい」とのこと）。
食事の際などは「両様焼き」と称したオリジナルの目玉焼き（両津の顔を模している）を作り、テーブルの向かいに両津のぬいぐるみを置きその場に両津がいるのを妄想しながら食べている。
さらに201巻「想い出の巻」では、両津から鍵を預かっていたことも話している。

## 女性・麻里愛の誕生
愛が本物の女性になったことは2度ある。最初は75-4で花山理香の魔法によって一時的に女になる。この時はすぐ元に戻されたが、両津はかなり慌てふためいていた。
そして111-4で、以下の出来事がきっかけで花山に頼み込んで、魔法によって再び女性の体になり、今度は戸籍まで女性に変えてもらった（花山はどさくさに紛れて愛に名刺を手渡していて、それを愛が思い出した）。その後は現在に至るまでずっと女性のままである。
183-8にて花山はマリアの女性化の際に双子の妹のマリリンの身体をコピーして行っていたことが判明した。そのためマリリンは新葛飾署女子寮に入ることができる。
- 間接的な原因
  - この時期に、磯鷲早矢が初登場し、両津の恋のライバルに浮上したこと。早矢とは111-5で直接対決をしている。
- 直接的な原因
  - 両津に「マリアは、お・と・こだから」と、男だから結婚できないという趣旨の発言をされたから（マリアからすれば「たったそれだけのことで……」と酷いショックを受けたため）。

なおこの時期は、前述の早矢や纏、右京といった女性キャラクターが次々登場していた時期でもある。
愛が初めて登場した頃は日本ではニューハーフに対する憧憬が強かったため、ニューハーフとして登場させたが、流行りも大分変わったので完全な女性にしたという説もある。また、この111-4は丁度夏の時期であり、この巻の原作者コメントには「夏に水着姿を描くたび『そうか男だったんだ』と思い出していた」という書き込みがある。アニメ版の担当声優である麻生かほ里は、第115巻巻末でこの変更について不満と期待の両方を表明している。
なお女性となった回では、感性が女性的となり（嗅覚が敏感になり）、不潔な両津に嫌悪感を抱いたり、オチでは中川に惚れたりしているが、その回一度きりの描写であり、その後は両津に嫌悪感を持つという描写は無い。111-5の冒頭では、早くも両津に夜這いをかけている。また女性になったということで交際を申し込む男性警官が殺到したが「わたくしは両様のものですわ！」と跳ね除けている。ただし両津が財産目当てで纏と結婚しようとしたことが判明した時は、百年の恋も冷めてしまっていた（この時のみ）。
女性になってからは麗子とコンビを組んで活躍することが増えて行き、表紙や扉絵などでもセクシーな衣装を着て麗子とポージングを決めるイラストが多々見られた。
両津が暴走車に当て逃げされた時は烈火のごとく怒り、車を力尽くで止めてから運転手たちを叩きのめしている。当の両津は大したケガではなく、マリアの暴れっぷりの方に戸惑っていた。

## 家族
父の晩は愛が本物の女性になった後、ニューハーフでもいいから翻堕羅拳を継承して欲しいと愛にせがんできた。その後、愛が本物の女性になった証拠を見せられても、晩は妹の稟だと言ってすぐには信じなかったが、稟を呼んで本人がヌードを見せたことで漸く納得した。このとき晩は相当ショックを受けていた。
麻里 晩（あさと ばん）
声：宮澤正
愛の父。植木流翻堕羅拳（ほんだらけん）の総帥。通称「ホンダラおやじ」。詳しい年齢は不明だが、50代らしい。ヒゲを剃ると様々な不幸が降りかかるというジンクスがある。ヒゲを剃って出っ歯を付けると『おそ松くん』のイヤミに似ている。
拳法の腕前は確かで、息子と互角に闘えるだけの技量と腕力を持ち、時には両津をKOさせてしまうほどの実力者。だが、翻堕羅拳の技は子供じみて情けないもの（相手に砂をかけて目を眩ます「砂かけ婆さん」、唾をひたすらかけ続ける「唾の舞」、相手の股間を勢いよく蹴る「金ちゃん蹴り」など）ばかり。しかし門下生はしっかりといる。本堂は山奥にあるが、門下生が集まらなくて困っている時に両津の勧めで売却し、東京・青山のビルに移転した。
妻の今日子とは仲睦まじいが頭は上がらず（かかあ天下）、両津が今日子の声をミニディスクに録音した音声を使ってイタズラした際、それを今日子本人の命令だと思い込んで、かなり危険なことも行っている。
1990年代前後から両津のライバルキャラクターとして準レギュラーとして登場したが、1993年頃から登場数が減る。しかし、最終回が掲載された『週刊少年ジャンプ』2016年第42号の最後のページで『こち亀』キャラクターが集う中で登場している。アニメ版では中期頃から最終回（第344話）まで長年登場した。
前述のとおり、妻とは仲睦まじい。しかし既婚者でありながら他の女性を口説くこともあり、息子だと知らずに愛を口説いたこともある（しかもかなりデレデレしていた）。今日子が嫉妬深いのは、晩のこういった軽い性格面のせいでもある（アニメ版では葛飾署の婦警やジョディーを口説いたこともある）。また両津、白鳥と一緒に女湯を覗きに行くなどスケベな面を持つ。
麻里 今日子（あさと きょうこ） / 今村 今日子（いまむら きょうこ）
声：土井美加→荘真由美
愛の母。料理研究家。旧姓は今村で、仕事ではこの名前を使い続けている。非常に気の強い女性で、極度の潔癖症（履物を揃えるための白線を引く、身体が汚れた人物を家に招いた際はシャワーを浴びさせたり白衣に着替えさせたりする、壁のごく僅かなシミを夫に拭き取らせる、など）。父は財閥当主の今村伝衛門、母は舞踏家。車でのドライブなども趣味で愛車はシボレー・コルベット。また晩に買ってもらったハーレーダビッドソンも乗りこなし、両津から「日本的な料理研究家とは思えないな」とあきれられている。
年齢は36歳。箱入り娘で、こっそりと外に出た際にチンピラに絡まれ、そこを偶然通りかかった晩に助けられたことがきっかけで晩にアタックし、そのまま16歳で結婚。ただし、両親に認められなかったためニューヨークへ武者修行する晩とに駆け落ちした（愛と稟が生まれたことでようやく認めてもらえたという。両津は最初、晩が今日子を無理やり連れ去ったものと思い込んでいた）。夫の晩に格闘技を教えられたため腕っ節も強く、暴走族を力ずくで更生させたこともある（晩の発言によると、「護身術として格闘技を教えたが、わしよりも強くなってしまった」という）。
美貌でナイスバディの持ち主であり（愛や稟は彼女の容姿を受け継いでいる）、夫の晩とは「ダーリン」「ハニー」と呼び合うほど仲睦まじいが、非常に嫉妬深く、晩が浮気していると思い込むと問答無用で攻撃し、叩きのめしてしまう。彼女ほど極端ではないが、この性格は愛にも受け継がれている。
社交ダンスも得意で大原大次郎と組んで大会に出場している。
麻里 稟（あさと りん）
声：麻生かほ里
愛の双子の妹で、こちらは正真正銘の女性。愛称は「マリリン」。誕生日は5月5日。バストは90cmのFカップと愛より1サイズ小ぶり。香港で女優活動をしており、母国語以外にも香港の公用語の広東語、中国・台湾の公用語の北京語、世界共通語の英語が話せるマルチリンガルであるために活動範囲が広い。5歳で香港の映画会社にスカウトされ、初出演作品が大ヒットしたのを機に人気となり、200本以上の映画に出演するという国民的女優になっており、そのジャンルもアクション映画・恋愛映画・SF映画など幅広い。また、歌手活動を行っている他、レストラン・ファッションブランド・ケーキ店なども経営している。自宅では黒豹のレオンを飼っている。
姉（兄）の愛（マリア）とよく似ているため両津に間違えられることがある（麻里愛だと思って冗談で胸を触ったら蹴りが飛んで来たという）。性格は姉とは正反対で非常に気が強く、男性に対しては横柄で大胆な態度をとることが多い。アニメ版では原作以上にわがままである。彼女が言うには麻里愛の格好は「わたしを真似したもの」とのこと。
ボルボ西郷に好意を持っており、自分の胸を揉ませたり、彼を巡ってジョディーと対決したこともある（アニメ版ではボルボを香港の自宅に連れてきた際に結婚式の予約をしようとしている）。幼少期から愛と同様に父からあらゆる武術の教育を受け、特に武器を用いた格闘術を得意としている。暴走する牛の集団を一撃で倒すほどの強さで、愛によると「武器を持ったら自分でもかなわない」とのこと。ボルボはそのことで二股がバレたら鉄拳制裁を受けると怯えていたが、予想に反して稟はジョディーに取られないようにボルボを必死で守った。その末にジョディーと認め合い、二人でボルボとつき合う形になった。また、彼女もジョディーと同じくボルボのことを「ボビー」と呼んでいる。
原作では両津に対して当初は毛嫌いしていたが、後に愛の振りをして両津をからかったり、新年会で猪鍋を振舞ったり、香港に遊びに来るように促すなど徐々に関係は改善されており、両津の携帯電話番号を自身の電話帳に加えている。しかしアニメ版では原作以上に両津を毛嫌いしており、彼女自身もアニメ版での出番が少ないため、両津と和解した描写は一度もなかった。愛が映画の撮影で稟に代わって香港へ行ったときに、一週間派出所で代理で勤務したことがあるが、両津をはじめ男性陣は気を遣いっぱなしであった。
愛が魔法で女性になった姿は稟の体を花山がコピーしたものなので、指紋も含めて全く同じであり、女子寮の防犯装置（顔認識・静脈認証・全身スキャン・声紋認識・筆跡鑑定）をいとも簡単に潜り抜けた（両津はこのことを知らなかった）。

## アニメ版の麻里愛
第39話「熱愛!両津とマリア」にて初登場。その後、原作とは異なり交通課勤務の警察官として登場する。制服は紫で統一。
アニメ版では両津は麻里竜二のファンであり、愛が絡んできた外国人を倒す際、「空中飛び膝蹴り」を放ったのを目撃し愛＝麻里竜二ではないかと気付き、その後、膝枕をしてもらった際に頭に柔らかい物が当たるのに気づき、もしやと思い股間を触って発覚（大原は両津に麻里愛が男だということに気づいてもらおうと説明して話したが気づいてもらえず、両津が麻里愛が男だと気づいた時は「出来ればもっと穏便な形で分からせてやりたかったんだが」と言っていた）。
作品中で男性であることが露見した際にそれを強調するためにふんどしをはいているイメージシーンが多用された。特に「ふんどし姿の愛の背景に『男』という大文字が映っているシーン」があり、第219話はデジタル化されているがセル画のこのシーンが登場していた。
原作と比べると、本気で怒ることや両津と仲良くする異性に対し激しく嫉妬する描写が多く、実力行使することも比較的多い（両津だけでなく、小町、奈緒子、寺井、中川、本田速人にも前述の描写がり、アニメ版第162話「恋は海を越えて!?」ではサンディが両津に会いにきて両津に抱きつきキスした時は、両津に跳び蹴りや踵落としを見舞うが、屯田に一喝されて事情を説明された後はサンディに謝罪した。その後、終盤では両津とサンディが結婚すると聞いて派出所に駆けつけ実力行使をし、両津と本田を追いかけ回した）。両津が電車にはねられ幽体離脱した際、皆が彼は死亡したと思い泣いて悲しむ中、愛だけはショックで寝込んだようである。
上記プロフィールにもあるが、アニメ版では誕生日が4月14日、東京都出身、身長170cm、体重57kgなど原作とは異なった設定が多い（第67話「追跡!名犬リョーツ」）。
麗子が登場しない話では代わりに愛が派出所勤務しており、有給休暇中の麗子の代わりに出勤したことがある。
原作と異なりニューハーフのままで終わる（ただし第140巻の巻頭のセル画に一度だけ女性の姿で登場したことがある）。これが原作の麻里愛とアニメ版の麻里愛の大きな違いと言える。
第160話「人生をやり直せ!」ではもし愛が本当の女性として生まれていたら両津と結婚しており、愛の手柄で重要国際指名手配犯を逮捕し、3億円の宝くじが当った。しかも両津は刑事部長（警視監）になり、周囲に迷惑をかけない真面目な人間になっていたことが分かっている。
第217話「さよなら両さん」では解雇を免れるために麗子の研修プログラムを受けさせられたことで真面目な常識人に変化した代わりに臆病になった両津が立てこもり事件で転落しそうな犯人と被害者を見捨てようとする発言に「そんな両様なんて、大っ嫌いですわ!!」と激怒して投げ飛ばした。その直後に本来の自分を取り戻して瞬く間に全員を救出し、解雇の保留を勝ち取った際は彼が優しさを取り戻したことを中川や寺井たちと真っ先に喜んだ。
第344話「さよなら両さん大作戦」では、婦警たちが送別の歌を歌っていた時は両津に泣きついていた。しかし、両津の転勤の件が嘘だったことを知ると両津に対し激昂した。その後の最終回おまけでは両津が暴れまわっているという通報を受けて小町と奈緒子、左近寺とボルボ、特殊刑事課の特殊刑事たちとともに出動し、小町と奈緒子は両津を逮捕しようとしたが、それに反対する愛は「きっと何か理由があるはず」と言って泣きながら両津を擁護し、小町と奈緒子を呆れさせた。その後、派出所に大急ぎで出勤して自転車に乗った両津に小町と奈緒子、左近寺とボルボ、特殊刑事とともに体当たりされて吹き飛ばされた。
声優の麻生かほ里は、自分と名前が似ているため「親近感がわく」とコメントしている。

## 補足
- 藤島康介の漫画『逮捕しちゃうぞ』には愛と似たニューハーフ警官、葵双葉が登場している。『超こち亀』では愛と葵が競演する藤島康介の1ページトリビュート漫画が掲載されている。
- トランスジェンダー（ニューハーフ）であった頃は見た目こそ女性そのものであったが、性別適合手術などはしていなかった。登場当初は両津から「胸は本物か？」と質問を受けた際には「パッドが入っています」と答えた[21]。次に「下半身はどうなっているのか？」という質問を受けた際には「（下半身については）両様と同じものが付いていますわ」と答えた。
- 海水浴やプールに出かけるエピソードでは、平然と女子更衣室に入っていき、何食わぬ顔で女性用の水着に着替えて出てきたというシーンがあり、作中でも「どうやって誤魔化したのか」との声が上がっていた。